# Adolfo Jiménez Castellanos y Tapia
Adolfo Jiménez Castellanos y Tapia   (Montilla, 1844 - Madrid, 18 de gener de 1929) va ser l'últim governador i Capità General espanyol de Cuba.

## Biografia
Després de cursar estudis en qualitat de Cadet en el Col·legi d'Infanteria de Toledo (després Acadèmia), se li destina en 1865 a Cuba, incorporant-se a la guarnició de Puerto Príncipe (actualment anomenat Camagüey).
En 1868, en esclatar la 1ª guerra insurrecta, denominada "Guerra dels Deu Anys", ostenta ja el grau de Capità i vas agafar a quantiosos i importants fets d'armes en aquest Departament Central, el més extens dels tres en què està militarment dividida l'Illa. Contreu matrimoni amb una camagüeyana, amb la qual té sis fills. Acabada aquesta contesa se succeeixen les accions de campanya durant la "Protesta de Baraguá" i la "Guerra Chiquita" i, sent Comandant General d'aquest Departament Central, torna a la Península en 1882.
Entre 1883 i 1886, de nou a Cuba, és Secretari de la Subinspección d'Infanteria i Milícies en el Palau del Segon Cap, en l'Havana, tornant de nou a la Península.
Queda vidu amb els seus sis fills i passa nou anys a càrrec de la Secció de Campanya del Ministeri de la Guerra, < Madrid, fins a 1895 en què, començada a Cuba la "Guerra dels Tres Anys", el Capità General de l'Illa, Arsenio Martínez Campos y Antón, li requereix a les seves immediates ordres per la seva qualitat d'estrateg, el gran coneixement que té de l'Illa i l'experiència i experiència que acumula en les guerres mambises i les seves famoses campanyes circulars.
Reprèn el comandament de la Comandància de Port-au-Prince i vas agafar a nombroses i importants operacions de campanya per tot el territori sota el seu comandament, fins a abril de 1898 en què pren el comandament de la Divisió de la Trocha. Amb la intervenció americana en el conflicte, se succeeixen les batalles terrestres a Santiago, l'enfonsament de l'esquadra de Cervera en aquesta badia i la rendició espanyola. S'ocupa de la repatriació de les tropes en la Trocha fins a novembre en què es fa càrrec de la Capitania General, a l'Havana.
Atén la repatriació dels 87.000 soldats que encara romanen a l'Illa, vetllant personalment per la seva bona assistència, acomodament i alimentació, així com de l'evolució dels hospitalitzats. Liquida el possible, paga quant podia i la seva prioritat és el soldat. És el President espanyol de la Comissió d'Evacuació i frena les presses americanes per fer-se amb el Govern, car vol deixar resolt el més possible i que les tropes no embarquin amuntegades.
L'1 de gener de 1899 li cap la trista missió —«á nom del seu Rei»— de fer el lliurament oficial de l'Illa als americans:
| «                                  | Senyor, en compliment del Tractat de París, de l'acordat per les Comissions militars de l'Illa i les ordres del meu Rei, en aquest moment del migdia d'avui, 1 de gener de 1899, cessa d'existir a Cuba la Sobirania espanyola i comença la dels Estats Units... | » |
| — (Fragment de la seva al·locució) | |   |

S'embarca en el vapor Rabat i es trasllada a Matanzas i Cienfuegos per ultimar les repatriacions i el 6 de febrer, en el vapor Catalunya, torna definitivament a Espanya amb l'últim contingent de tropes.
És el Tinent General més jove de l'Exèrcit espanyol i ostenta, successivament, el comandament de les Capitanies de Castella la Nova i Extremadura, Castella la Nova, Galícia, Castella la Vella i València, fins a 1910 en què és nomenat Conseller del Consell Suprem de Guerra i Marina.
El 1916 passa a la 1 reserva. Mor a Madrid el 18 de gener de 1929, a punt de complir els 85 anys.